# Campionati italiani estivi di nuoto 1911
I XIII Campionati italiani di nuoto anche quest'anno sono stati disputati in tre sedi diverse. Si è cominciato il 2 e 3 settembre 1911 con le gare nel fiume a Padova, quindi l'8 e il 9 settembre ci sono state le gare nel Lago Maggiore a Stresa, e infine il 1º ottobre le gare in mare si sono disputate a Nervi.

## Podi
Sino al 1931 venivano usati cronometri precisi al quinto di secondo (0,2 sec.); i tempi sono stati riportati usando i decimi di secondo, ne segue che le cifre dei decimi appaiano sempre pari
s.t. = senza tempo
| Evento                           | Oro                                                             | Tempo   | Argento                                                      | Tempo   | Bronzo                                                     | Tempo   |
|                                  |                                                                 |         |                                                              |         |                                                            |         |
| stadio nel fiume                 | Mario Massa                                                     | 2'03"0  | Angelo Cova                                                  | 2'05"0  | Pietro Nieder                                              | 2'10"0  |
| stadio nel lago                  | Mario Massa                                                     | 2'09"0  | Davide Baiardo                                               | 2'27"2  | Luigi Bacigalupo                                           | 2'40"0  |
| stadio in mare                   | Mario Massa                                                     | 2'57"4  | ---                                                          | ---     | ---                                                        | ---     |
|                                  |                                                                 |         |                                                              |         |                                                            |         |
| miglio nel fiume                 | Mario Massa                                                     | 20'20"2 | Aldo Cigheri                                                 | 20'30"0 | Pietro Nieder                                              | 23'30"0 |
| miglio nel lago                  | Mario Massa                                                     | 32'00"0 | Aldo Cigheri                                                 | 33'36"0 | Davide Baiardo                                             | 34'37"0 |
| miglio in mare                   | Mario Massa                                                     | 35'25"0 | ---                                                          | ---     | ---                                                        | ---     |
| Gara a squadre - Scudo Garibaldi |                                                                 |         |                                                              |         |                                                            |         |
| 3x200 m nel fiume                | Sport Club Italia Ignazio Luè Virgilio Bellezza Angelo Cova     | 7'26"4  | Ardita Juventus Nervi Italo Madella Davide Costa Mario Massa | 7'36"4  | Rari Nantes Florentia Agostini Giovanni Gatti Aldo Cigheri | 7'45"2  |
| 3x200 m nel lago                 | Ardita Juventus Nervi Davide Costa Luigi Bacigalupo Mario Massa | 8'25"0  | Sport Club Italia Ignazio Luè Virgilio Bellezza Angelo Cova  | 8'48"0  | Mameli Voltri Castellaro Carbone Davide Baiardo            | 8'56"0  |
| 3x200 m in mare                  | Ardita Juventus Nervi Mario Massa Davide Costa Luigi Bacigalupo | 10'38"0 |                                                              |         |                                                            |         |
| Stili artistici                  |                                                                 |         |                                                              |         |                                                            |         |
| 100 m dorso                      | Luigi Zanini                                                    | 2'04"0  | Giancarlo Massola                                            | 2'12"0  | Angelo Cova                                                | 2'13"0  |
| 100 m sul petto                  | Angelo Cova                                                     | 1'43"2  | Felice Gemelli                                               | 1'56"0  | Antonio Greppi                                             | 2'01"0  |